# Syndipnus discolor
Syndipnus discolor là một loài tò vò trong họ Ichneumonidae.